# 刘伯温
刘伯温（1311年7月1日—1375年5月16日），名基，字伯温，以字行，浙江省青田縣（今文成縣）人，祖籍陝西保安（志丹），南宋抗金将领刘光世的后人。元末明初軍事家、政治家，文学家及詩人，通经史、晓天文、精兵法。他以辅佐明太祖朱元璋完成帝业、开创明朝並保持國家安定，因而驰名天下，被後人比作为諸葛武侯。朱元璋多次稱劉基為：「吾之子房也。」授資善大夫、上護軍，封誠意伯。正德時追贈太師，諡文成。和宋濂、方孝儒合稱「明初散文三大家」，亦和宋濂、高啓合稱「明初詩文三大家」。他也是中国民间三大预言的作者，三大预言分别是《燒餅歌》、《金陵塔碑文》和《救劫碑文》（又名《陕西太白山刘伯温碑记》）。

## 生平

### 早年生涯
劉伯溫生於元武宗至大四年六月十五日（1311年7月1日） 浙江行省处州路青田县南田武阳村，武阳村离当时青田县治约150里，是偏僻的山村。自幼聪颖异常，性情奇迈。
泰定元年（1324年：13歲），劉基遵照父親的決定，離開了家鄉，來到處州府城括城，進入郡庠接受正式的學校教育，研讀《春秋經》。
泰定四年（1327年：16歲），當時著名的理學家鄭復初到距離青田縣七十里的石門洞講學，在一次拜訪中對劉基的父親刘爚讚揚說：「您的祖先積德深厚，庇蔭了後代子孫；這個孩子如此出眾，將來一定能光大你家的門楣。」
至顺年间（1330年5月 - 1333年10月：18歲 - 22歲），刘基考中进士，擔任江西行省瑞州府高安縣的縣丞，获得廉洁正直的名声。行省要提升他，刘基谢绝离去。后来出任江浙儒学副提举，论御史失职之罪，被台臣所阻，刘基两次上奏弹劾，后弃官还乡。刘基博通经史，无书不读，尤其精于天文。西蜀赵天泽在评论江右人物时，首推刘基，将他比作诸葛亮。
至正十六年（1357年：46歲）时，方国珍起兵海上，抢劫郡县，相关部门无法控制，行省复任刘基为元帅府都事。刘基建议修筑庆元诸城威逼方国珍，方国珍为之气沮。等到左丞帖里帖木儿招降方国珍时，刘基说方氏兄弟首先作乱，不杀他们无以惩后。方国珍心里害怕，重贿刘基，刘基拒不接受。方国珍便派人从海路行船至京，贿赂掌权者。于是朝廷下诏招抚方国珍，授予他官职，而责怪刘基滥用权力，擅作主张，并让刘基离京去管理绍兴，方氏于是更加骄横。不久，山寇蜂拥而起，行省又召刘基前去剿捕，与行院判石抹宜孙一起驻守处州。经略使李国凤将其功劳上奏，主持政事者因方氏之故压制刘基，授他为总管府判，却不让他掌握兵权。刘基于是弃官归隐青田，在他47至50歲時著《郁离子》一书以明志。当时躲避方氏的人都纷纷投靠刘基，刘基稍做部署，贼寇便不敢来犯。

### 輔佐朱元璋

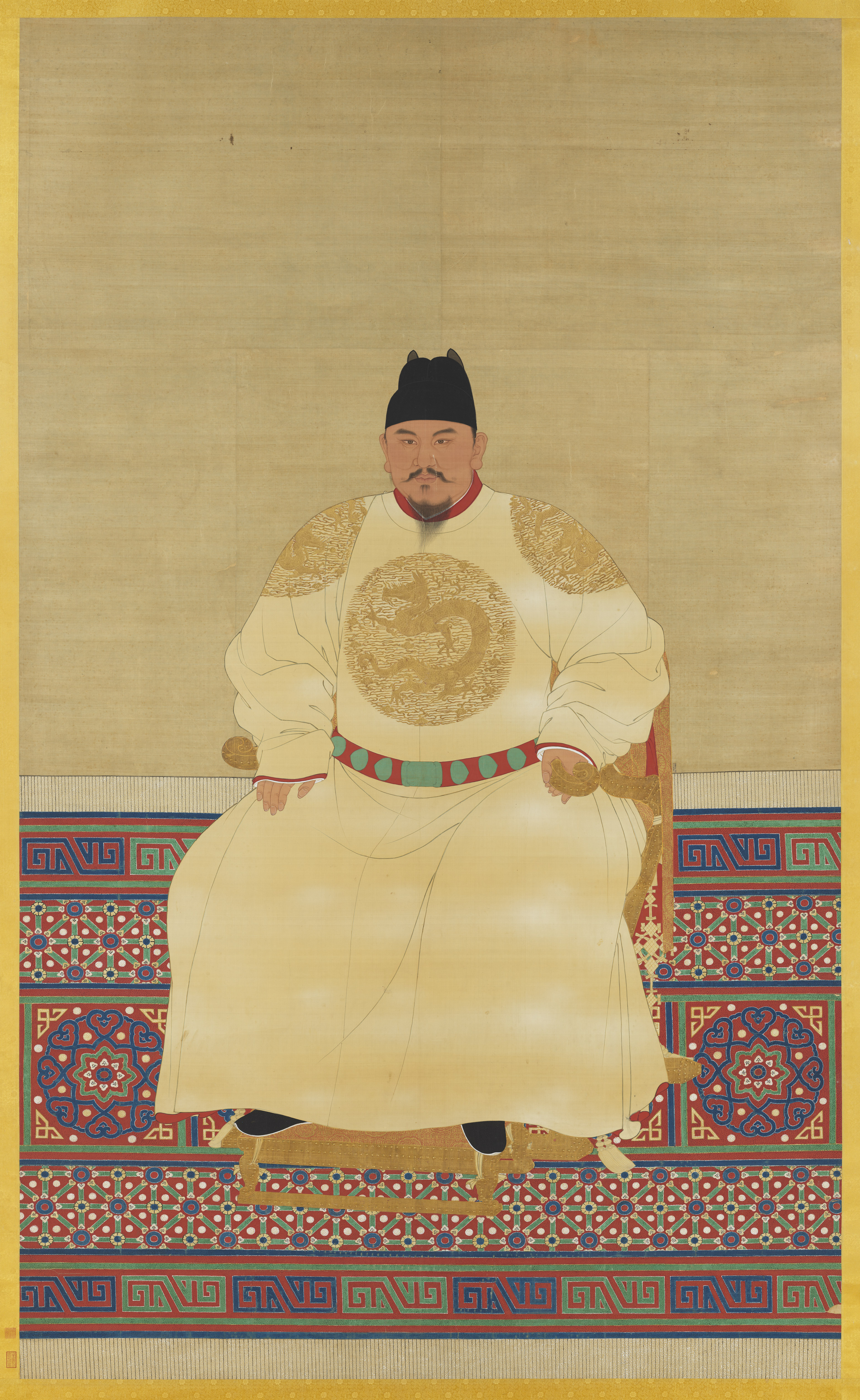
至正十九年（1359年），朱元璋攻下浙東，刘基前往辅佐。

至正十九年（1359年：劉伯溫48歲），朱元璋攻下浙東，闻知刘基及宋濂等人的名声，便以钱财招聘，刘基没有答应。总制孙炎两次写信坚决邀请，刘基始出。到了应天，刘基陈时务十八策。朱元璋大喜，马上命人建造礼贤馆让刘基等居住，对他们宠信备至。当初，朱元璋因为韩林儿自称宋朝之后，对其遥相尊奉。每年年初中书省设御座行礼时，唯独刘基不拜，并说：“韩林儿只是一个牧童罢了，尊奉他干什么？”因此刘基去拜见朱元璋，陈天命之所在。朱元璋向他询问征取之计，刘基说道：“张士诚只顾保全自己，不值得担心。陈友谅则劫主胁下，名号不正，又地处上游，其心无日忘我，应当先谋取陈友谅。陈氏灭亡，张氏便势孤力弱，一举即可平定。然后北伐中原，帝王大业便可成功。”朱元璋十分高兴地说：“先生有什么好的计谋，尽管说出来吧。”
当时陈友谅攻陷太平，谋求东下。朱元璋手下有人建议投降，有的建议逃往钟山，只有刘基瞪着双眼不说话。朱元璋便将他召入内室，刘基愤然说道：“主张投降或逃走的，应该斩首。”朱元璋便问：“先生有什么计策？”刘基回答：“陈贼已骄，我们可以待其深入，伏兵拦击，将其打败，这很容易。天道后举者胜，取威制敌以成王业，就在此举了。”朱元璋采用了他的计策，引诱陈友谅军到龙湾，然后将其击败。朱元璋以克敌之功赏赐刘基，刘基推辞不受。不久陈友谅军复陷安庆，朱元璋打算亲自率军征讨，以此询问刘基，刘基极力赞成，于是朱元璋率军进攻安庆。从早晨到傍晚，仍未攻下，刘基请求直趋江州，直捣陈友谅的基地，于是全军西上。陈友谅始料不及，只得带领妻子儿女逃往武昌，江州遂降。龙兴路守将胡美派他的儿子前来表示投降，请求朱元璋不要解散他的部队，朱元璋面有难色，刘基从背后踢胡床暗示，朱元璋顿时醒悟，应允了胡美的要求。胡美遂降，江西诸郡全被攻下。
至正二十二年（1362年：劉伯溫51歲)，刘基还乡为母亲举行奠礼。刘基丧母时，正值战事紧张，故未敢说，直到这时才请求还乡。恰好又逢苗军反叛，杀金华、处州守将胡大海、耿再成等，浙东形势动摇。刘基赶到衢州，首先为守将夏毅安抚诸属城，再与平章邵荣等谋划恢复处州，于是平定叛乱。方国珍一向害怕刘基，便致信刘基，对其母去世表示悼唁。刘基给方国珍回信，向他表明朱元璋的威德，方国珍于是向朱元璋进贡。朱元璋多次写信到刘基家询问军国大事，刘基都逐条地详细作答，都能切中要害。次年，刘基返回应天府，朱元璋正要亲自率军支援驻扎在安丰的小明王韩林儿，刘基劝说道：“汉（陈友谅）、吴（张士诚）都在伺机进攻，我们现在不可轻举妄动。”朱元璋不听劝告。而陈友谅知道这个情况后，乘机率军围攻洪都，朱元璋这才说道：“我没听你的意见，险些误失大计。”然后亲自带兵援救洪都，与陈友谅展开鄱阳湖之战，一天交战数十次。朱元璋坐在胡床上督战，刘基随侍身旁，忽然跃起大呼，催促朱元璋赶快转移到别的船上去。朱元璋仓促转移到另一小船上，还未坐定，飞炮便将他原来所乘御船击得粉碎，站在高处的陈友谅见御船被毁，大喜。而朱元璋所乘之船只进不退，汉军都大惊失色。当时湖中战斗相持了三日，未决胜负，刘基请求移军湖口以扼住汉军出口，在金木相克的这一天与陈友谅军决战。结果，陈友谅战败，在逃跑途中毙命。其后，朱元璋按照刘基的谋划打败张士诚，北伐中原。
吴元年（1367年：劉伯溫56歲），朱元璋以刘基为太史令，刘基呈上《戊申大统历》。荧惑星出现在心宿位，预示有兵灾祸乱，刘基请求朱元璋下诏罪己。天大旱，刘基请求处理久积冤案，朱元璋便当即命令刘基予以平反，大雨也就从天而降。刘基趁机请求建立法制，防止滥杀现象。朱元璋这时正要处决囚犯，刘基便问是什么原因，朱元璋将自己所做的梦告诉他。刘基说：“这是获得疆土和百姓的吉象，所以应当停刑等待。”三日之后，海宁归降，朱元璋很高兴，就将囚犯全部交给刘基释放。不久，又授刘基为御史中丞兼太史令。

### 洪武年间

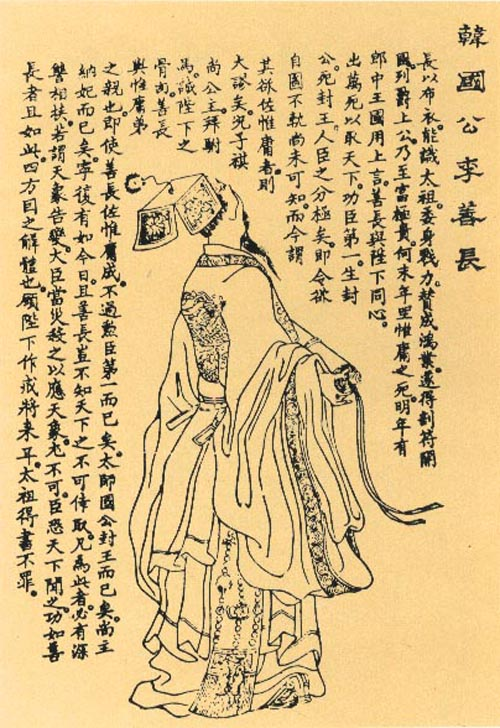
刘基与时任中书左丞相李善长有隙，在李善长攻击下，刘基被迫告老还乡。

朱元璋即皇帝位后，刘基上奏制定军卫法。当初确定处州税粮时，仿照宋制每亩加五合，唯独青田县除外，明太祖说：“要让刘伯温家乡世代把此事传为美谈。”明太祖巡幸汴梁时，刘基与左丞相李善长一起留守京城。刘基认为宋、元两朝都因为过于宽纵而失天下，所以现在应该整肃纲纪，于是便下令御史检举弹劾，不要有任何顾忌，宿卫、宦官、侍从中，凡犯有过错的，一律奏明皇太子，依法惩治，因此人人都畏惧刘基的威严。中书省都事李彬因贪图私利，纵容下属而被治罪，李善长一向私宠李彬，故请求从宽发落，刘基不听，并派人骑马速报太祖，得到批准，刘基便在祈雨时，将李彬斩首。因为这件事，刘基与李善长开始不和。
明太祖返京后，李善长便向明太祖诬告说刘基在坛壝下杀人，是不敬之举。那些平时怨恨刘基的人也纷纷诬陷刘基。当时正逢天旱，明太祖要求诸臣发表意见，刘基上奏说：“士卒亡故者，他们的妻子全部迁往他营居住，共有数万人，致使阴气郁结。工匠死后，腐尸骨骸暴露在外，将投降的吴军将吏都编入军户，便足以协调阴阳之气。”明太祖采纳了他的意见，但十天过后仍不见雨，故而发怒。而李善长曾与刘基争论法令，以至于辱骂刘基，刘基内心更加不安。此时恰好刘基的妻子死了，所以刘基请求告辞还乡。明太祖正在营造中都凤阳府，又积极准备消灭扩廓帖木儿。刘基临走上奏说：“凤阳虽是陛下的故乡，但不宜作为建都之地。王保保不可轻视。”不久，元军在定西之战中失利，扩廓帖木儿逃往漠北，从此成为边患。这年冬天，明太祖亲自下诏，记叙刘基征伐的功勋，召他赴京，赏赐甚厚，追赠刘基的祖父、父亲为永嘉郡公，并多次要给刘基进爵，刘基都固辞不受。
先前，明太祖因事要责罚丞相李善长，刘基劝说道：“他虽有过失，但功劳很大，威望颇高，能调和诸将。”明太祖说：“他三番两次想要加害于你，你还设身处地为他着想？我想改任你为丞相。”刘基叩首说道：“这怎么行呢？更换丞相如同更换梁柱，必须用粗壮结实的大木，如用细木，房屋就会立即倒坍。”后来，李善长辞官归居，明太祖想任命杨宪为丞相，杨宪平日待刘基很好，可刘基仍极力反对，说：“杨宪具备当丞相的才能，却没有做丞相的气量。为相之人，须保持像水一样平静的心情，将义理作为权衡事情的标准，而不能搀杂自己的主观意见，杨宪就做不到。”明太祖又问汪广洋如何，刘基回答：“他的气量比杨宪更狭窄。”明太祖接着问胡惟庸，刘基又回答道：“丞相好比驾车的马，我担心他会将马车弄翻。”明太祖于是说道：“我的丞相，确实只有先生你最合适了。”刘基谢绝说：“我太疾恶如仇了，又不耐烦处理繁杂事务，如果勉强承担这一重任，恐怕要辜负陛下委托。天下何患无才，只要陛下留心物色就是了。目前这几个人确实不适合担任丞相之职。”洪武三年（1370年），明太祖授刘基为弘文馆学士，十一月，大封功臣，又授刘基为开国翊运守正文臣、资善大夫、上护军，封诚意伯，食禄二百四十石。第二年，赐刘基还归家乡。

### 晚年

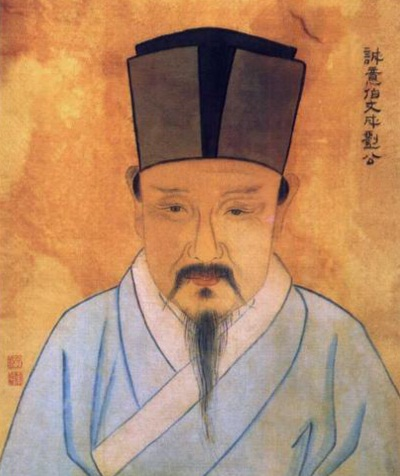
劉伯溫畫像

明太祖经常写信给刘基，询问天象，刘基都非常详细地逐条回答，然后将其草稿烧掉。刘基大致说，霜雪之后，必有阳春，现国威已立，应当稍微采用宽大政策来治理天下。刘基隐居后，只是饮酒下棋，从不提起自己的功劳。青田县令求见，被刘基拒绝，于是便穿着便服，装成乡野之人去见刘基，刘基当时正在洗脚，便让堂侄将他引入茅舍，以黄米饭招待。县令这时才告诉刘基：“我是青田知县。”刘基大惊起身称民，然后谢罪离去，终不相见。
最初，刘基说瓯、括之间有一块空地叫谈洋，南抵闽界，是盐盗的巢穴，方国珍由此叛乱，故请求设巡检司守卫，民众叛乱便不那么方便了。时逢茗洋逃兵反叛，官吏都匿而不报，刘基便令长子刘琏将此事上奏，但未先通报中书省。胡惟庸当时正以左丞相的身份主管中书省，对以前与刘基的过节怀恨在心，于是便派手下官员攻击刘基，说谈洋这个地方有帝王之气，刘基想将它作为自己的墓地，因为当地百姓不答应，刘基便请求设巡检司将百姓赶走。明太祖虽然没有加罪于刘基，但颇为这些言论所打动，因而剥夺了刘基的俸禄。刘基心中害怕，入朝谢罪，然后呆在京城，不敢返乡。不久，胡惟庸当了丞相，刘基悲叹道：“若是我的话不应验的话，那便是苍生之福了。”遂因忧愤交加而发病。
洪武八年（1375年：劉伯溫64歲），劉基不良於行，但仍和京官參加元旦的早朝，隨後在奉天殿做了一首《乙卯歲早朝》，這雖屬於歌功頌德的應酬文字，但詩中仍可以看見劉基的心情。正月中旬，宋濂的門人劉剛來到劉基的住處，商請劉伯溫將宋濂的百餘卷作品，摘選並編輯成書，又請劉基為之序。正月下旬，劉基偶感風寒，朱元璋让胡惟庸派医生来给他治病，刘基吃了药后，腹中便出现了像拳头大的石头一般的异物。二月中，劉基抱病覲見朱元璋，婉轉地向他稟告胡惟庸帶著御醫來探病，以及服食御醫所開的藥之後更加不適的情形，朱元璋只是講些安慰話，這使劉基相當的心寒。三月下旬，病情恶化，明太祖亲自撰文赐给刘基，由劉璉陪伴，在朱元璋的特遣人員的護送下，自京師動身返鄉。到家后病情加重，便将《天文书》授给长子刘琏，说：「我死後你要立刻將這本書呈給陛下，從此以後不要讓我們劉家的子孫學習這門學問。」又對次子劉璟說：「為政的要領在寬柔與剛猛循環相濟。如今朝廷最必須做的，是在位者盡量修養道德，法律則應該盡量簡要。平日在位者若能以身做則，祈求上天佑我朝永命萬年。」又繼續說道：「本來我想寫一篇詳細的遺表，向陛下貢獻我最後的心意與所學，但胡惟庸還在，寫了也是枉然。不過等胡惟庸敗了，陛下必定會想起我，會向你們詢問我臨終的遺言，那時你們再將我這番話向陛下密奏吧！」最後於四月十六日卒于故里，享壽六十五岁。六月，葬於鄉中夏中之原。
明武宗正德八年（1513年），朝廷加贈他為太師，諡號文成。世宗嘉靖十年（1531年），因刑部郎中李瑜的建言，朝廷再度討論劉基的功績，並決議劉基應該和徐達等開國功臣一樣，配享太廟。

## 著作

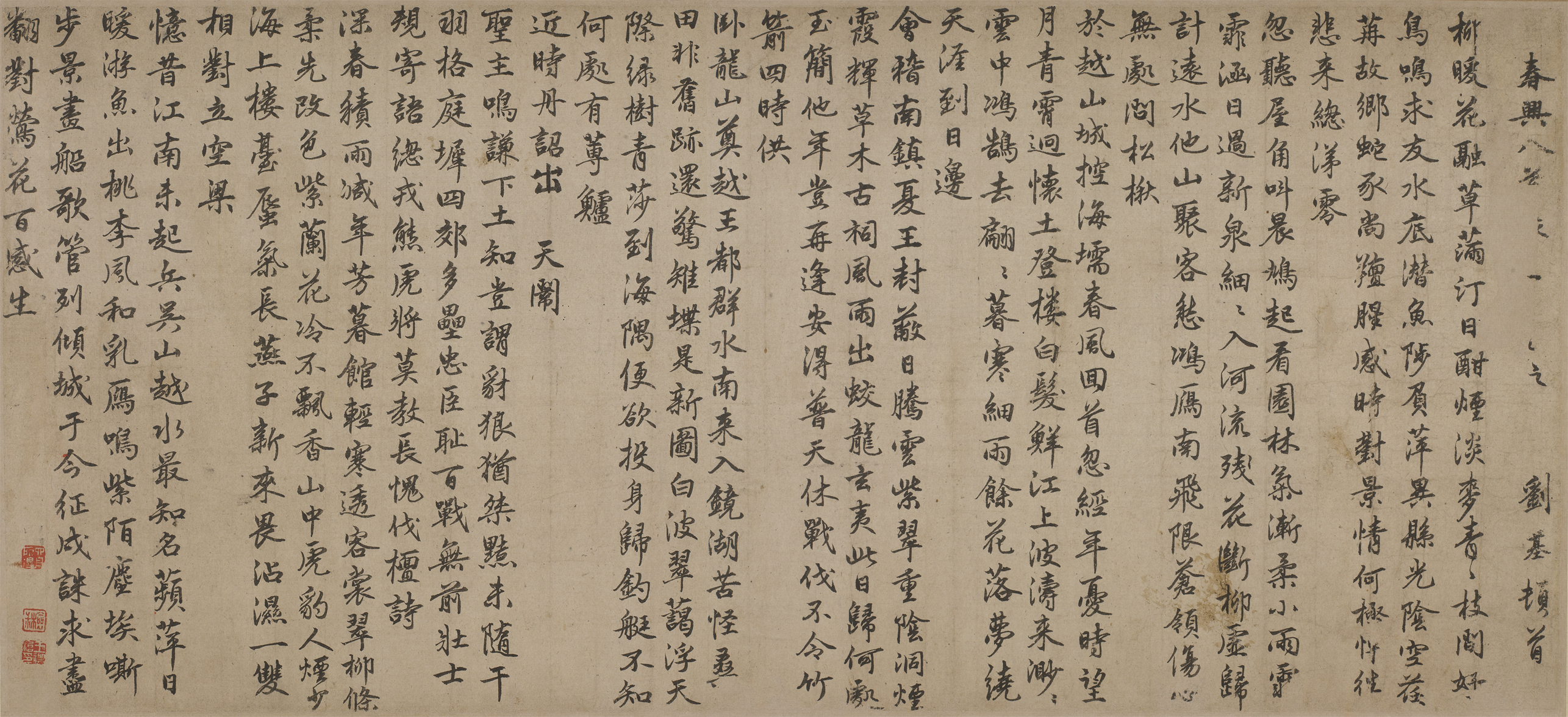
刘基行书《春兴》八首

刘伯温是中国历史上一位著名的政治家、思想家和文学家。他在政治、军事、天文、地理、文学、命理等方面有很深的造诣，著作有：
| - 《郁離子》 - 《覆瓿集》 - 《写情集》 - 《犁眉公集》 - 《春秋明经》 | - 《百戰奇略》 - 《時務十八策》 - 《火龙神器阵法》 - 《滴天髓》 - 《多能鄙事》 | 维基文库 中该作者的作品： 劉基 维基语录 上的 刘伯温语录 |

此外，民間亦有多部與劉伯溫有關的小說。當中，有說他經常微服出巡，體察民情。亦有說他很會占卜，並著有《燒餅歌》，向朱元璋暗示大明日後所發生的事，甚至明亡之後數百年的事。不過，由於劉伯溫早在洪武八年就已離世，使這些故事和預言的真確性不容易辨證。在民間神奇傳說中，劉伯溫的形象是一位神人、先知先覺者、料事如神的預言家，有“前知五百年、後知五百年”之說。
刘伯温的《救劫碑文》又名《陕西太白山刘伯温碑记》，是在一场地震中震出来的。《刘伯温碑记》出于陕西太白山，传在二十多年前的一次地震中，一石壁倒塌，人们从而发现此碑文。此碑文以这样的方式显现已经足以令人震惊，此碑文更记载了惊人预言：在一个猪鼠年到来之际，将有一场巨大的劫难降临人间。下面只引用部分原文“天有眼，地有眼，人人都有一双眼。天也翻，地也翻，逍遥自在乐无边。贫者一万留一千，富者一万留二三。贫富若不回心转，看看死期在眼前。平地无有五谷种，谨防四野绝人烟。若问瘟疫何时现，但看九冬十月间。行善之人得一见，作恶之人不得观。世上有人行大善，遭了此劫不上算。还有十愁在眼前：一愁天下乱纷纷，二愁东西饿死人，三愁湖广遭大难，四愁各省起狼烟，五愁人民不安然，六愁九冬十月间，七愁有饭无人食，八愁有人无衣穿，九愁尸体无人捡，十愁难过猪鼠年。若得过了大劫年，才算世间不老仙。就是铜打铁罗汉，难过七月初一十三。任你金钢铁罗汉，除非善乃能保全。谨防人人艰难过，关过天翻龙蛇年。幼儿好似朱洪武，四川更比汉中苦..."。

## 家庭

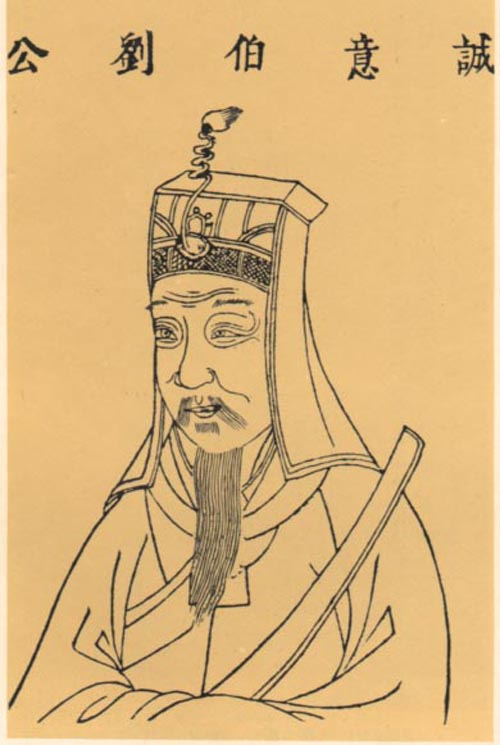
刘基像，取自明王圻、王思义撰《三才图会》

- 劉濠，曾在宋朝为官，任翰林掌书。宋亡之后，县城男子林融倡导义旅。事情败露，元朝派使臣将其同伙列成名册，许多人被株连。使臣中途留宿刘濠家，刘濠便将使臣灌醉，然后放火烧了他的宿舍，名册全被烧毁，使臣毫无办法，只得更改名册，被株连者都得以幸免[37]。
- 劉庭槐，字尚德，十分博學，曾涉獵天文、地理、陰陽、醫卜等學問，曾任元朝太學上舍的官職。
- 劉爚，字如晦，是一位飽學之士，官職是遂昌教諭。

### 子女
- 劉璉，劉基長子，生於元順帝至正八年（1348年），洪武十年（1377年），與胡惟庸的黨人起衝突，被脅迫墮井而亡[38]。
- 劉璟，劉基次子，生於元順帝至正十年（1350年），在明成祖登基後對他直言：「殿下百世後，逃不得一『篡』字。」因此被捕入獄，在獄中自縊身亡[39]。

### 後人
- 劉畾：劉基之孫，洪武二十四年（1391年）袭誠意伯爵位，增禄至五百石。次年因罪革去爵位，永樂年間逝世。
- 劉法：劉畾之子。
- 劉祿：劉法曾孙，劉柜之孙，劉昙之子。景泰三年（1452年）世襲《五經》博士[40]。
- 劉瑜：弘治十三年（1500年）任處州衛指揮使。嘉靖十一年（1532年）六月续封誠意伯爵位，年禄七百石[41]。
- 劉世延：劉瑜之孙。嘉靖二十八年（1549年）六月袭誠意伯爵位，后因犯罪夺爵。隆慶二年（1568年）复爵。万历三十四年（1606年），因犯罪被处死[42]。
- 劉蓋臣：万历三十六年（1608年）袭誠意伯爵位，天启元年（1621年）领南京右军都督府[43]。
- 劉孔昭：天啟三年（1623年）袭誠意伯爵位，崇祯年间官至少保。崇祯十一年（1638年）领南京右府提督操江兼巡江防[44]。明亡后，参与建立南明弘光政权，后航海不知所终[45]。

## 纪念
- 刘基庙及刘基墓，位于浙江省文成县，为全国重点文物保护单位
- 雲台山劉伯溫廟，位於台灣新北市石碇區

## 相關影视剧
- 台視 1981年 楊麗花歌仔戲 朱洪武與劉伯溫 柯玉枝飾劉伯溫
- 台視 1988年 楊麗花歌仔戲 朱洪武 翠娥飾劉伯溫
- 中視 1997年 黃香蓮歌仔戲 臭頭洪武君 陳昇琳 飾劉伯溫
- 華視 劉伯溫傳奇 張復健 飾劉伯溫
- 《中國民間故事 - 劉伯溫的生與死》（台视）
- 神機妙算劉伯溫（台视版）
- 神机妙算刘伯温 (2015年电视剧)
- 朱元璋 (2006年电视剧)